# David C. Driskell
Pour les articles homonymes, voir Driskell.
David Clyde Driskell, né le 7 juin 1931 à Eatonton en Géorgie et mort le 1er avril 2020 à Washington,,,,, est un peintre, un écrivain, un essayiste et un historien de l'art américain, spécialiste de l'art afro-américain et figure majeure du Black Arts Movement,,,,.

## Œuvres
- Two Centuries of Black American Art, Alfred A. Knopf, 1er octobre 1976, 221 p. (ISBN 9780394732480),
- Hidden Heritage: Afro-American Art, 1800-1950, Art Museum Association of America, 1er janvier 1985, 104 p. (ISBN 9780930295035),
- David C. Driskell (dir.), African American Visual Aesthetics: A Postmodernist View, Smithsonian Books, 17 janvier 1996, 140 p. (ISBN 9781560986058),
- David C. Driskell (dir.), The Other Side of Color: African American Art in the Collection of Camille O. and William H. Cosby Jr, Pomegranate Communications, 1er mars 2001, 240 p. (ISBN 9780764914553),